# Dawud Paixà (mutasarrif)
Dawud Paixà (nascut 1816-mort 1873 o 1875) fou el primer mutasarrif (governador) otomà del territori anomenat Mont Líban del 1861 al 1868. Era armeni catòlic, i havia nascut a Constantinoble educant-se amb una família francesa de Galata. Després es va casar amb una anglesa (que va repudiar el 1861 quan fou nomenat mutasarrif).
Va començar la seva carrera amb alguns serveis diplomàtics a Berlín i Viena, ocupant després càrrecs secundaris al Ministeri de l'Interior; el 1857 fou encarregat de les publicacions del govern; el 1858 fou superintendent de telègrafs.
El 1861 fou nomenat mutasarrif del Mont Líban d'acord amb les Potencies Europees, i amb rang de visir. Va establir la seu del seu govern a Dayr al-Kamar i va organitzar la nova administració amb general satisfacció. Va crear la gendarmeria del Mont Líban, va construir carreteres i ponts, i va fundar algunes escoles. En general la pau es va restablir al país. El 1864 es va acabar el seu mandat (3 anys) i fou reelegit per cinc anys. En aquesta segona part del govern va trobar l'oposició dels caps de la muntanya i finalment va dimitir el 1868 un any abans del final del mandat.
Llavors fou Ministre de Treballs Públics i va anar a negociar un préstec a Europa. Va perdre el suport de la Porta i va decidir restar a Europa, morint a Biarritz el 9 de novembre de 1873 o 1875.